# Thời tiết cực đoan

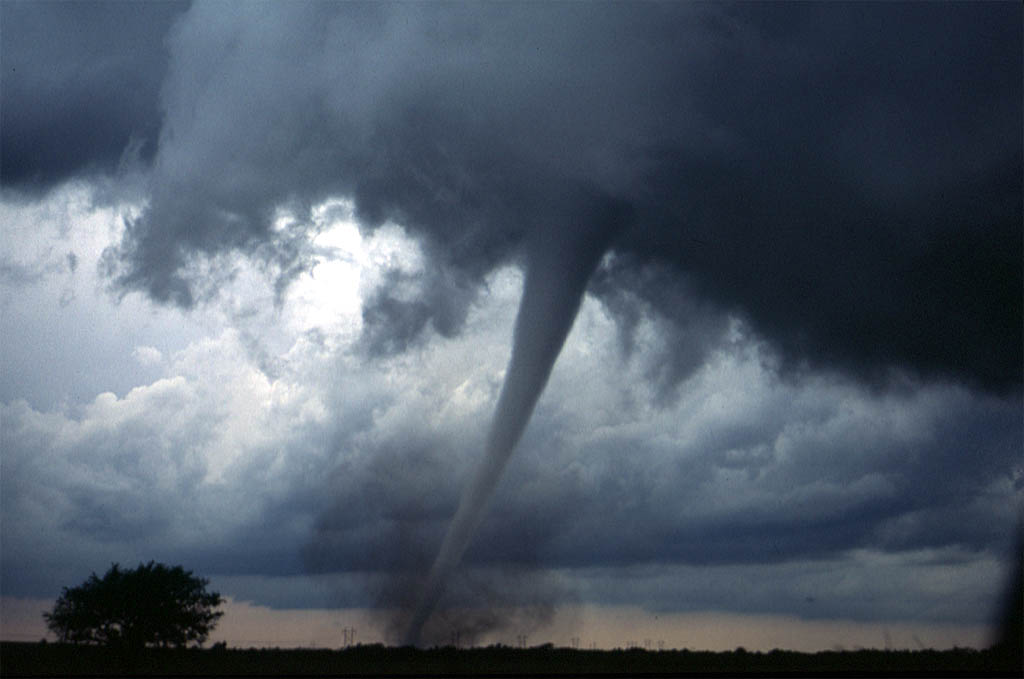
Một cơn lốc tấn công Anadarko, Oklahoma trong một đợt bùng nổ lốc xoáy vào năm 1999

Thời tiết cực đoan bao gồm các kiểu thời tiết trái mùa, khắc nghiệt, không thể dự đoán, bất thường và bất ngờ; thời tiết ở điểm cực hạn của phân bố lịch sử—tức phạm vi đã được chứng kiến trong quá khứ. Thường thì, các sự kiện cực đoan được dựa trên lịch sử thời tiết được ghi lại của một địa điểm và được định rõ khi nằm trong 10% bất thường nhất. Trong những năm trở lại đây một số sự kiện khắc nghiệt xuất hiện là do hiện tượng ấm lên toàn cầu do con người gây ra, với các nghiên cứu đã chỉ ra nguy cơ ngày một tăng lên từ thời tiết cực đoan trong tương lai.

## Ảnh hưởng
Ảnh hưởng của thời tiết khắc nghiệt bao gồm (không giới hạn):
- Mưa quá nhiều (mưa lớn), gây lũ lụt và sạt lở đất
- Nhiệt độ cao và không có mưa (sóng nóng) gây ra hạn hán và cháy rừng
- Gió mạnh, chẳng hạn như bão và lốc xoáy, gây thiệt hại cho các công trình nhân tạo và môi trường sống của động vật
- Tuyết rơi lớn, gây ra tuyết lở và bão tuyết

### Chi phí kinh tế
Theo IPCC (2011) ước tính tổn thất hàng năm kể từ năm 1980 nằm trong khoảng từ một vài tỷ cho tới trên 200 tỷ US$ (theo tỉ giá đô-la năm 2010), với tổn thất cao nhất là vào năm 2005 (năm của Bão Katrina). Những thiệt hại do thảm họa liên quan tới thời tiết toàn cầu gây ra, ví dụ như thiệt hại về mạng người, di sản văn hóa, và dịch vụ hệ sinh thái, thì rất khó để định giá và quy đổi thành tiền, và do đó chúng phản ánh kém về ước tính thiệt hại. Tuy nhiên, những cơn bão, cuồng phong, lũ lụt, sóng nhiệt, hạn hán và các vụ cháy rừng quy mô lớn có cường độ bất thường gần đây đã dẫn đến những hậu quả sinh thái tiêu cực chưa từng có đối với các khu rừng nhiệt đới và rạn san hô trên khắp thế giới.

### Thiệt hại về người
Số người chết vì thiên tai đã giảm hơn 90% kể từ những năm 1920, theo Cơ sở dữ liệu thảm họa quốc tế, mặc dù tổng dân số trên Trái đất tăng gấp bốn lần và nhiệt độ tăng 1,3 °C. Vào những năm 1920, 5,4 triệu người chết vì thiên tai trong khi vào những năm 2010, con số này chỉ là 400.000 người.
Số ca tử vong do các hiện tượng thời tiết cực đoan giảm mạnh và nhanh nhất diễn ra ở Nam Á. Trong khi một cơn bão nhiệt đới năm 1991 ở Bangladesh đã giết chết 135.000 người và một cơn bão năm 1970 giết chết 300.000 người, thì cơn bão Ampham có quy mô tương tự, tấn công Ấn Độ và Bangladesh vào năm 2020, chỉ giết chết tổng cộng 120 người.
Ngày 23 tháng 7 năm 2020, Munich Re thông báo rằng tổng số 2.900 người chết trên toàn cầu do thiên tai trong nửa đầu năm 2020 là mức thấp kỷ lục và "thấp hơn nhiều so với con số trung bình trong 30 năm và 10 năm qua."
Một nghiên cứu năm 2021 cho thấy 9,4% trường hợp tử vong trên toàn cầu từ năm 2000 đến năm 2019 – ~5 triệu người mỗi năm – có thể là do nhiệt độ khắc nghiệt với những nguyên nhân liên quan đến lạnh chiếm tỷ lệ cao hơn và đang giảm dần, còn những nguyên nhân liên quan đến nhiệt chiếm ~0,91 % và ngày càng tăng.

### Hạn hán và lũ lụt

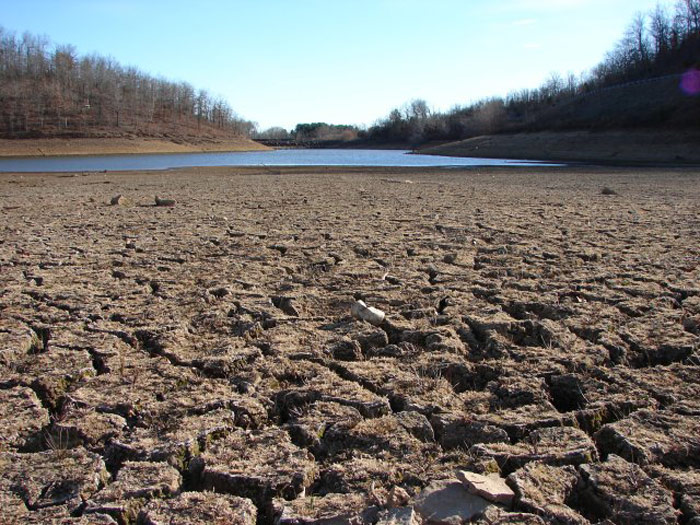
A dry lakebed in California, which is in 2022 experiencing its most serious drought in 1,200 years, worsened by climate change.

Biến đổi khí hậu đã dẫn đến sự gia tăng về tần suất và/hoặc cường độ của một số loại thời tiết cực đoan. Các cơn bão như cuồng phong hoặc xoáy thuận nhiệt đới có thể mang lượng mưa lớn hơn, gây ra lũ lụt lớn hay sạt lở đất do đất bão hòa. Điều này là do không khí ấm hơn có thể 'giữ' nhiều hơi ẩm hơn do các phân tử nước có động năng tăng lên và lượng mưa xảy ra với tốc độ lớn hơn do nhiều phân tử có tốc độ đạt tới hạn cần thiết để rơi xuống khi mưa rơi. Sự thay đổi mô hình lượng mưa có thể dẫn đến lượng mưa lớn hơn ở một khu vực trong khi một khu vực khác trải qua điều kiện khô hơn, nóng hơn, và có thể dẫn đến hạn hán. Điều này là bởi sự gia tăng nhiệt độ cũng dẫn đến sự gia tăng bốc hơi trên bề mặt trái đất, do đó, lượng mưa nhiều hơn không nhất thiết có nghĩa là điều kiện ẩm ướt hơn trên toàn cầu hoặc sự gia tăng lượng nước uống trên toàn thế giới.